# Astrodendrum elingamita
Astrodendrum elingamita är en ormstjärneart som beskrevs av Baker 1974. Astrodendrum elingamita ingår i släktet Astrodendrum och familjen medusahuvuden. Inga underarter finns listade i Catalogue of Life.